# 장 베로
장 베로(프랑스어: Jean Béraud, 1849년 1월 12일~1935년 10월 4일)는 파리의 삶과 파리 사교계의 밤문화를 그린 수많은 작품으로 잘 알려진 프랑스의 화가이다. 샹젤리제 거리, 카페, 몽마르트르, 센 강변 등을 그린 그의 그림은 '벨 에포크' 시기의 파리 일상생활을 정밀하게 묘사한 작품들이다. 그는 또한 현대적인 배경 속에 종교적인 주제를 담은 그림들도 그렸다.

## 생애

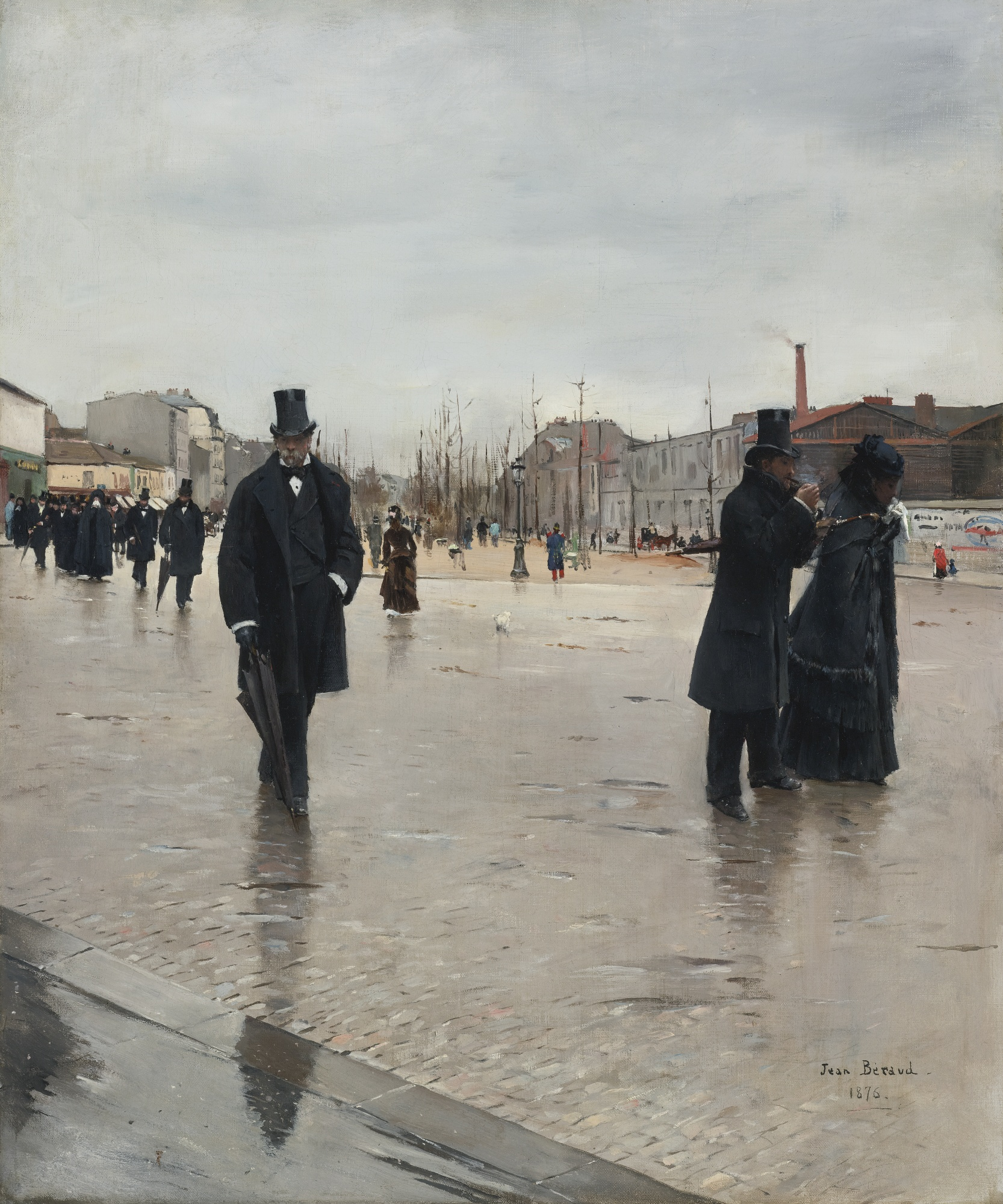
《장례식에서 돌아오는 길》(On the Way Back from the Funeral), 1876년, 개인 소장

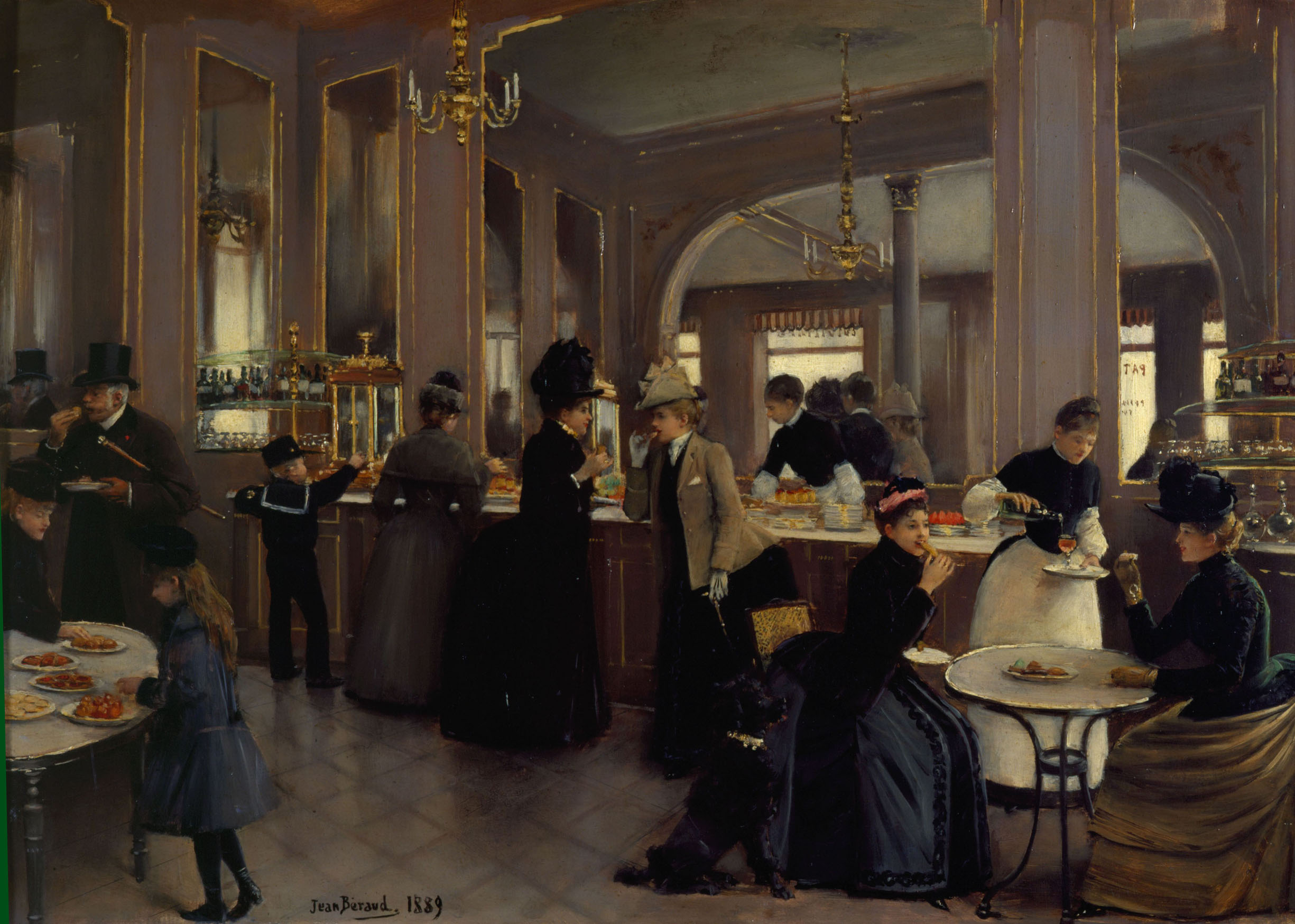
《카페 글로페》(La Pâtisserie Gloppe), 1889년, 카르나발레 박물관

베로는 상트페테르부르크에서 태어났다. 그의 아버지(이름 또한 장)는 조각가였으며, 아들이 태어났을 당시 성 이사악 대성당 건설 현장에서 일하고 있었던 것으로 보인다. 어머니의 이름은 제네비에브 외지니 자캥(Geneviève Eugénie Jacquin)이다. 아버지가 사망한 후, 가족은 파리로 이주했다. 베로는 원래 변호사가 되기 위한 교육을 받고 있었으나, 1870년 보불 전쟁 당시 파리가 점령되면서 진로가 바뀌었다.
그는 레옹 보나의 제자가 되었고, 1872년 처음으로 살롱에 자신의 작품을 출품했다. 그러나 1876년 《장례식에서 돌아오는 길》(On the Way Back from the Funeral)이라는 작품으로 비로소 주목받기 시작했다. 1889년 파리 만국박람회에서는 프랑스 수채화가 협회와 함께 출품하기도 했다.

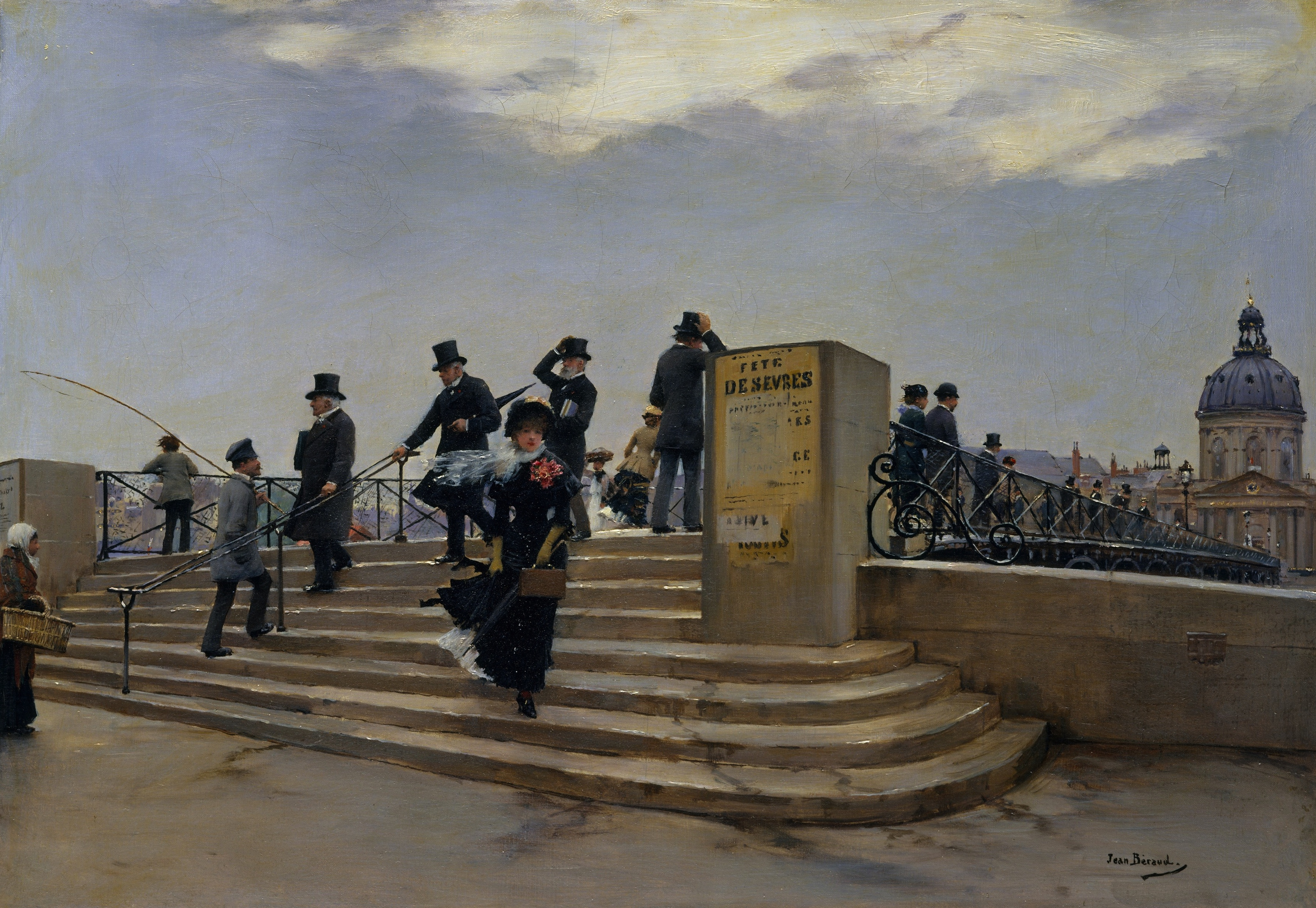
《퐁데자르 위의 바람 부는 날》(A Windy Day on the Pont des Arts), 1880년대, 메트로폴리탄 미술관

그는 벨 에포크 시기의 파리 일상을 많이 그렸으며, 스타일은 살롱의 아카데믹 미술과 인상주의 사이 어딘가에 위치한다. 1894년에는 레지옹 도뇌르 오피시에 훈장을 받았다.

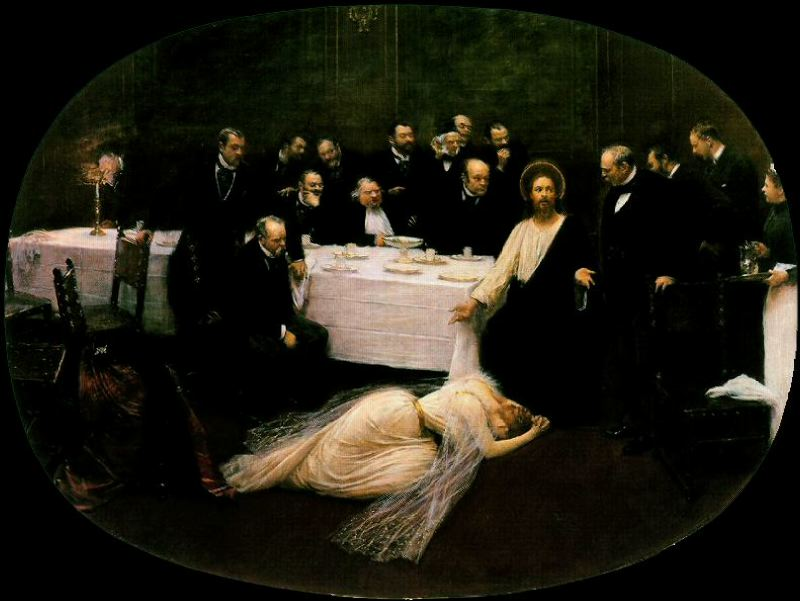
《바리새인의 집에 있는 막달라 마리아》(Mary Magdalene in the House of the Pharisees), 1891년, 오르세 미술관

베로의 그림은 자주 현실에 기반한 유머와 19세기 말 파리 사회를 풍자하는 내용을 담고 있으며, 성경 속 인물을 동시대 배경에 등장시키는 경우가 많았다. 《바리새인의 집에 있는 막달라 마리아》(Mary Magdalene in the House of the Pharisees)와 같은 작품은 그러한 이유로 전시 당시 논란을 일으키기도 했다.
19세기 말이 되자 그는 개인 창작보다는 여러 전시회 위원회에서의 활동에 더 많은 시간을 할애하게 되었으며, 살롱 드 라 소시에테 나시오날(Salon de la Société Nationale) 등의 위원으로도 활동했다. 그는 결혼하지도 않았고 자녀도 없었다. 1935년 10월 4일 파리에서 사망했으며, 그의 어머니 곁인 몽파르나스 묘지에 묻혔다.

## 화풍
베로는 프랑스에서 인기가 있었고, 작가 기 드 모파상은 그를 “가장 매력적인 공상가(le plus charmant des fantaisistes)”라고 표현하며 그를 높이 평가했다.
그러나 당시 미술사학자들 사이에서는 그의 작업이 철저히 외면당했다. 혁명 이후 러시아의 예술가들은 베로의 작품을 서구 상업 소비문화의 전형으로 보고 냉소적으로 받아들였으며, 그가 중산층 부유층의 취향에 영합하고 있다고 여겼다. 그의 화풍은 점차 아카데미 양식에서 인상주의로 변화했지만, 주요 인상파 화가들이 파리의 혼란스러운 분위기를 피해 외곽의 풍경을 그린 데 반해, 베로는 친구인 에두아르 마네(1832~1883), 때로는 에드가 드가(1834~1917)처럼 19세기 후반 도시의 활기찬 환경을 그렸다. 특히 《그라파르드 강연장에서(À la salle Graffard)》와 같은 그림에서 사용된 기법은 이후 다른 화가들에게도 영향을 주었다. 이 그림에서는 상단이 연무로 가려지고, 관객들은 전경에서 열정적으로 연설에 반응하며, 아나키스트 연설자는 어두운 배경 속에 대비되어 강조되고 있다.

## 작품

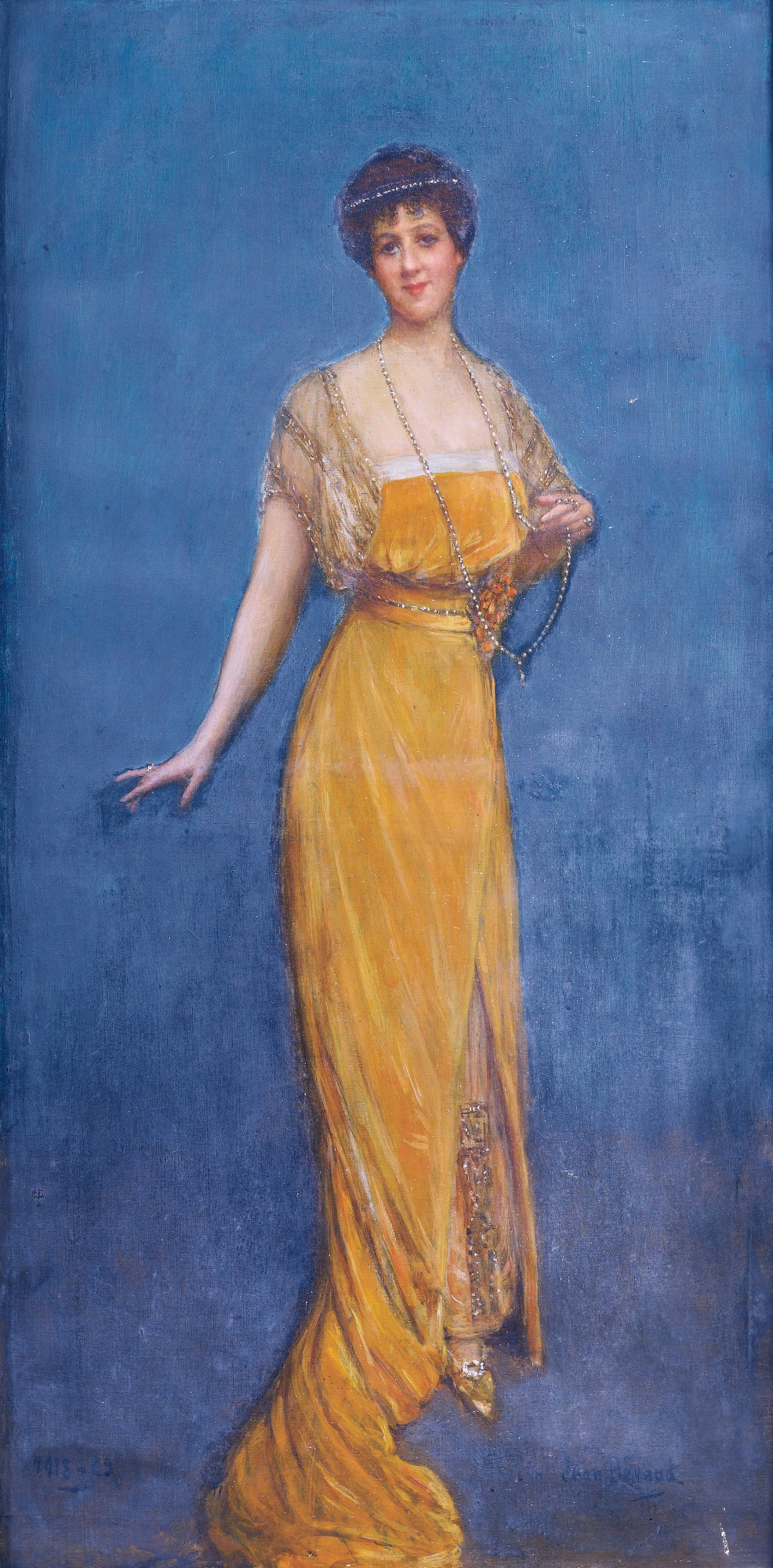
《Blanche Vesnić》(née Ulman)
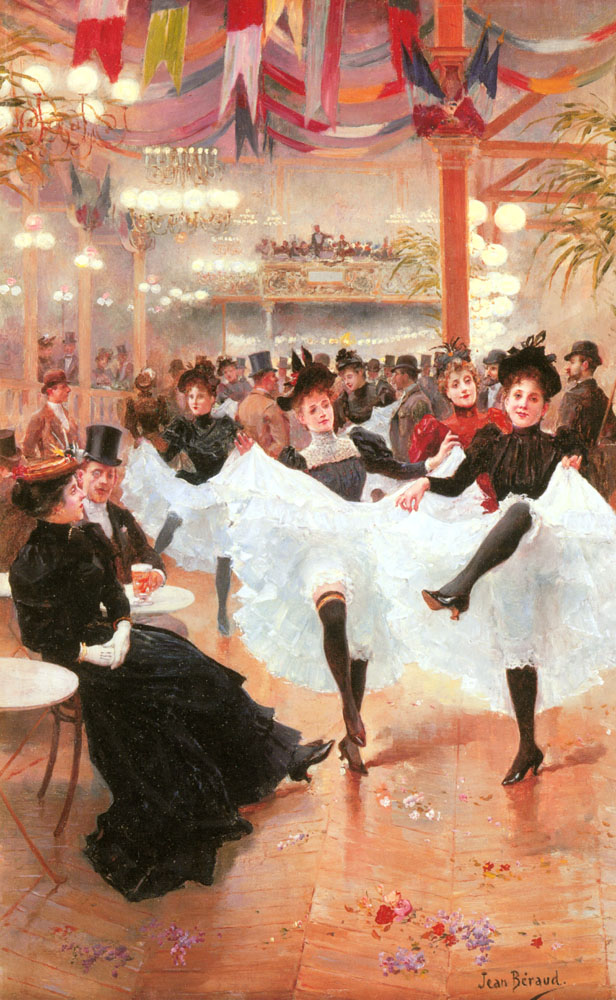
《파리의 카페》(Le Café de Paris)
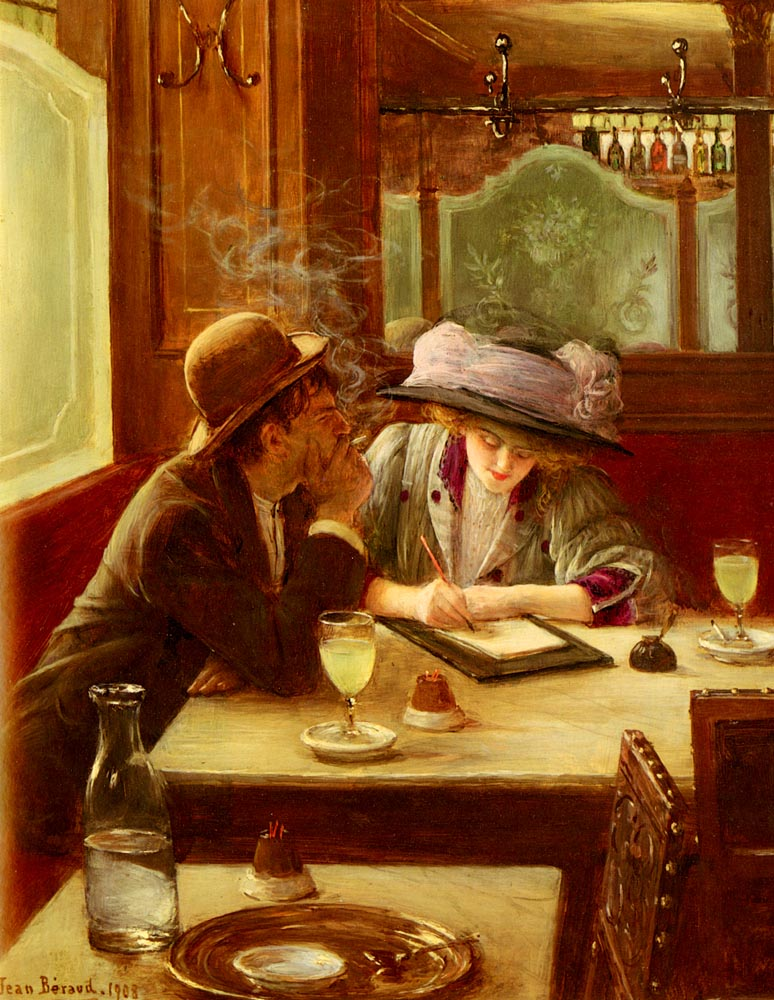
《편지》, 1908년
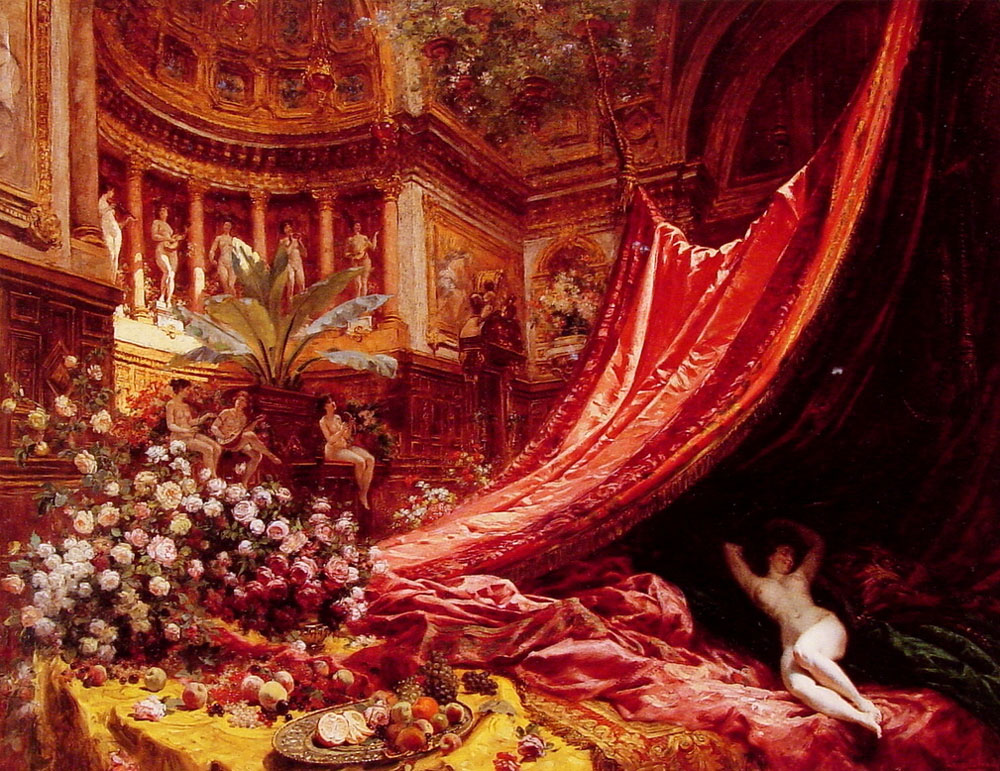
《붉은색과 금색의 조화》(Symphony in Red and Gold), 1895년
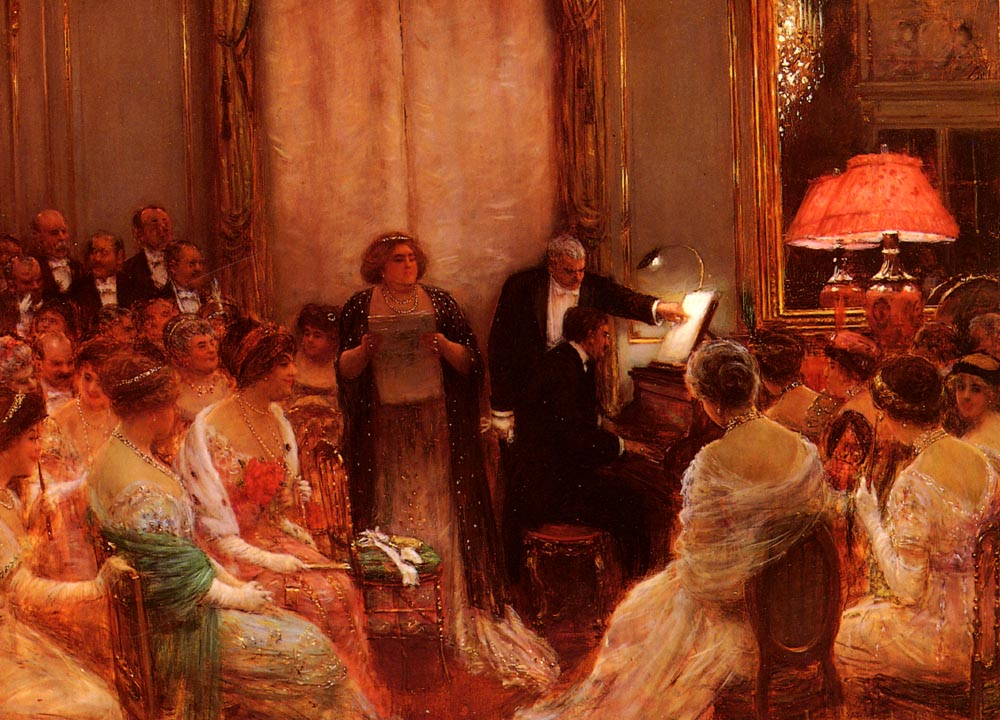
《인물들》
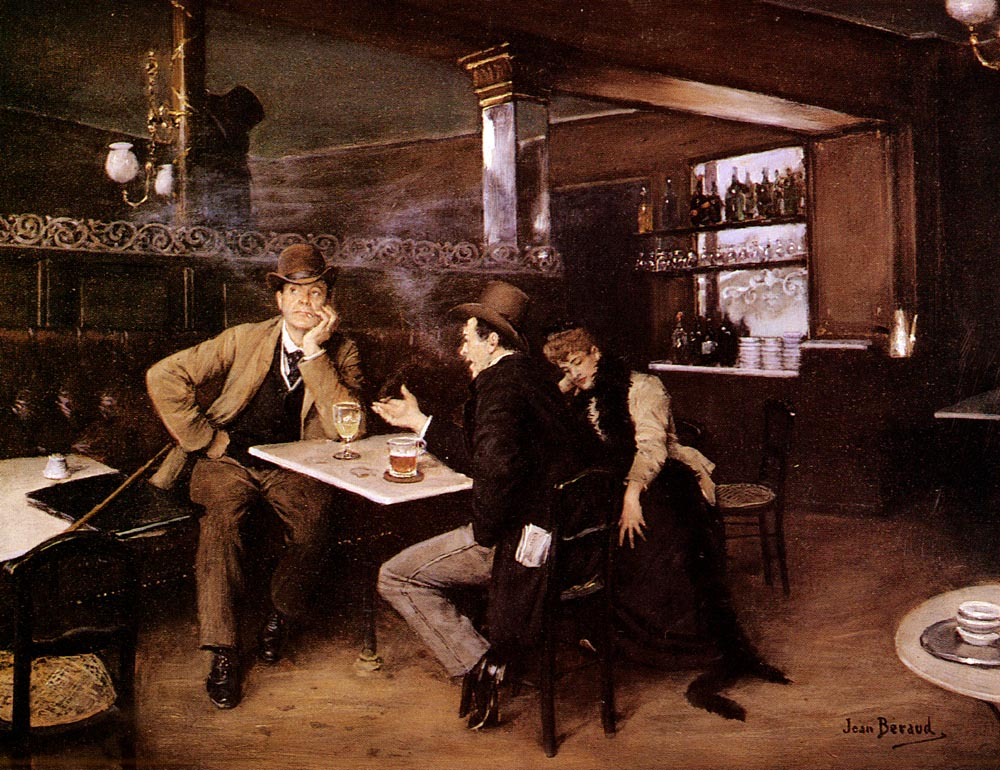
《선술집》
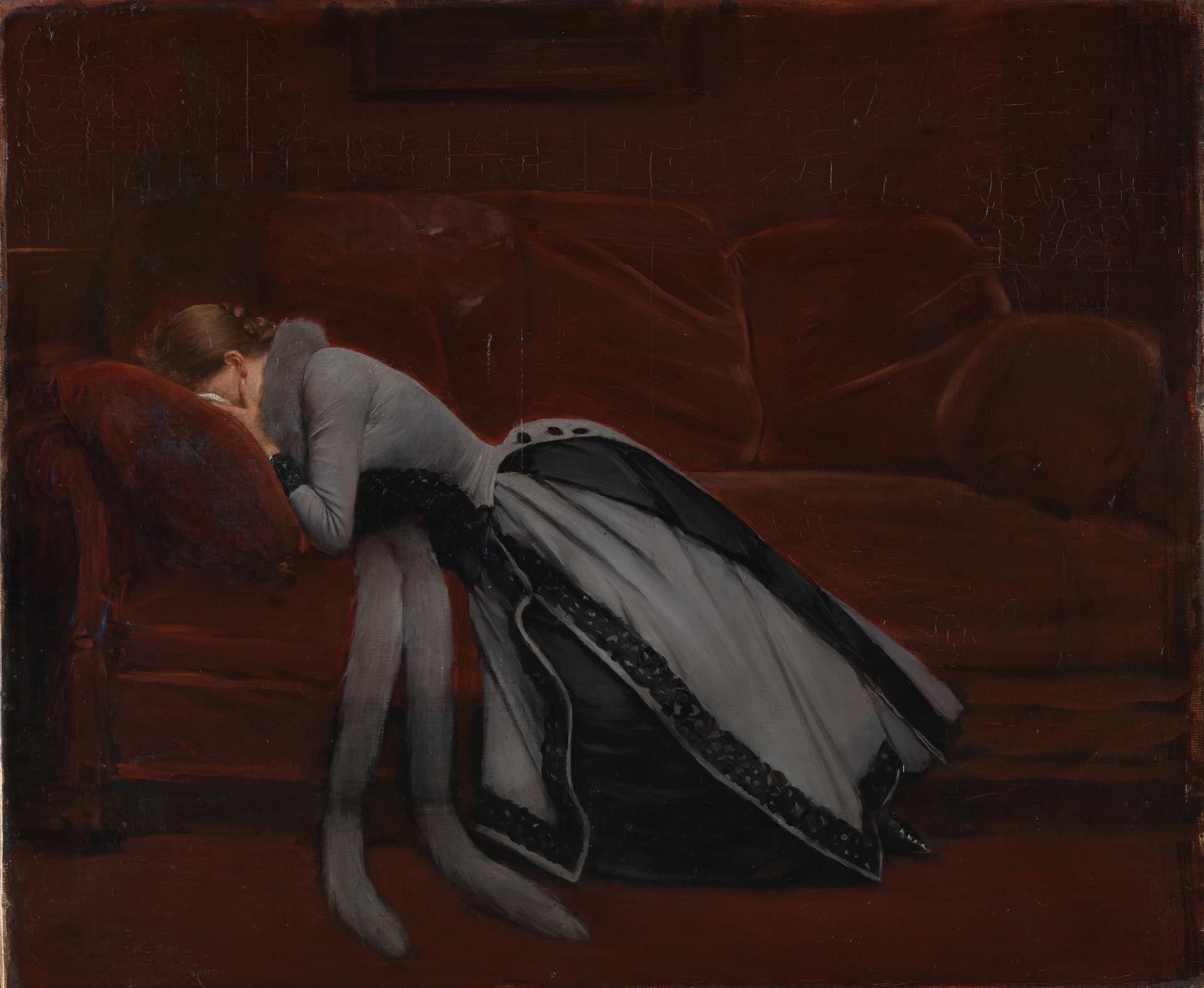
《죄를 지은 뒤》, 1885년에서 1890년 사이, 내셔널 갤러리
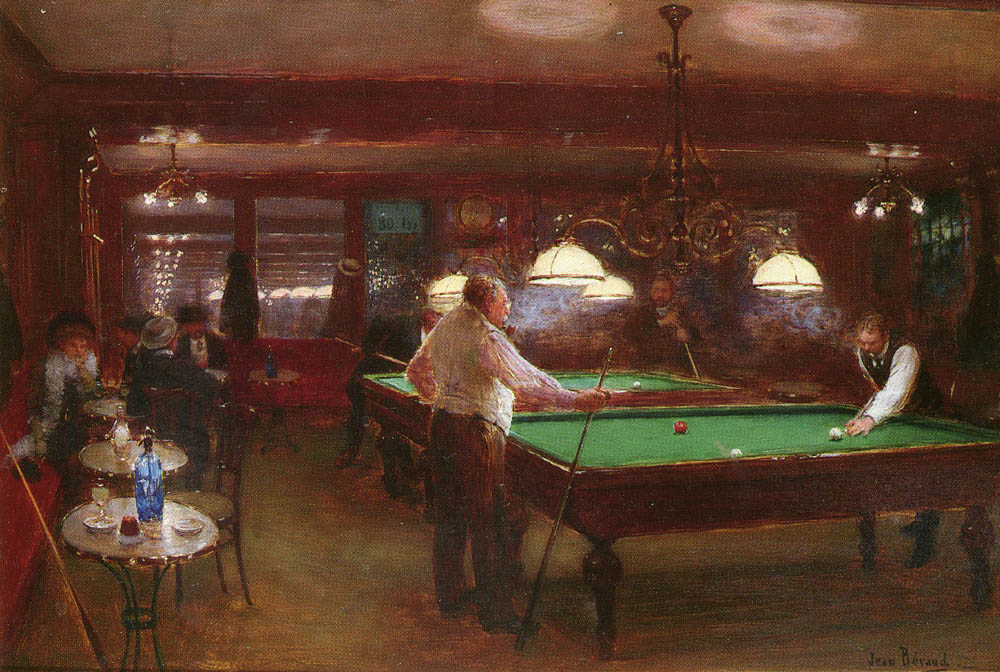
《당구 시합》
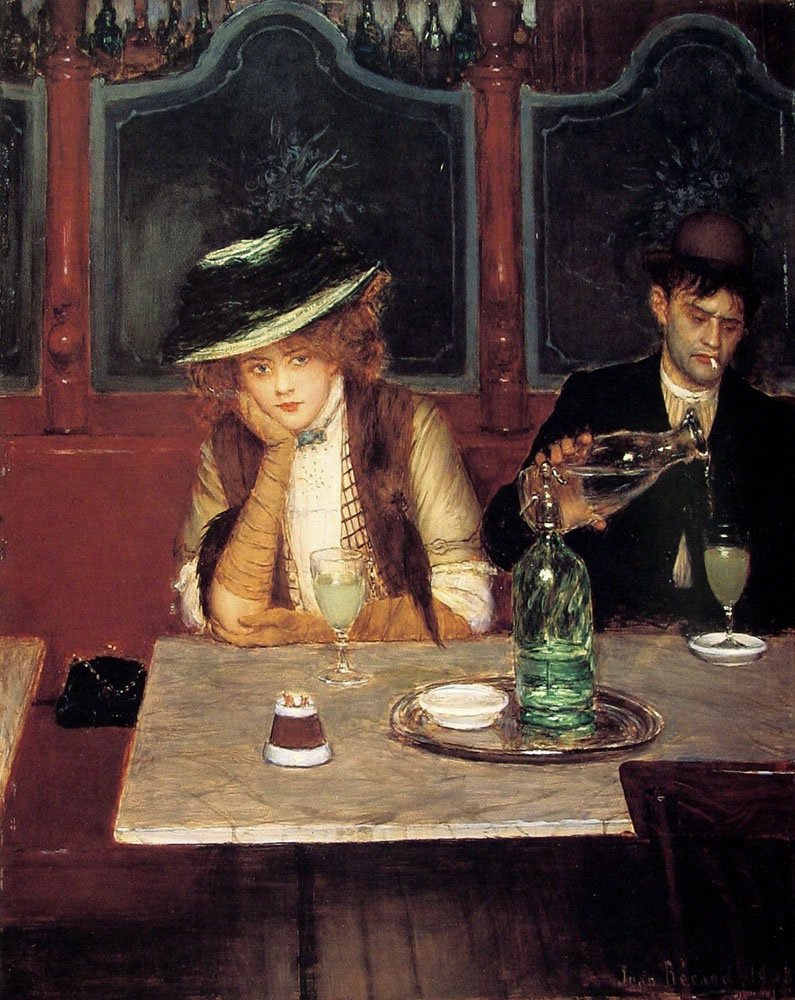
《드링커》
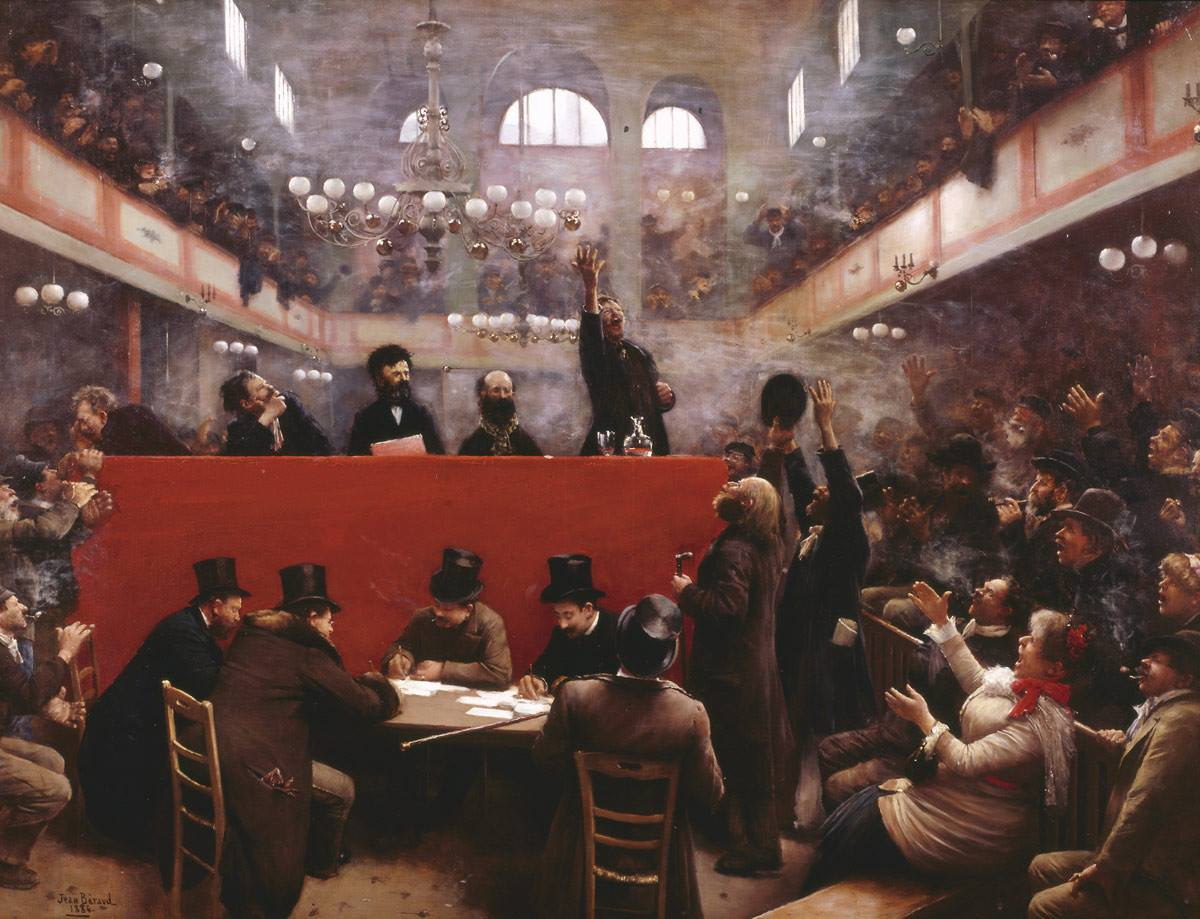
《그라파드 홀에서》, 1884년
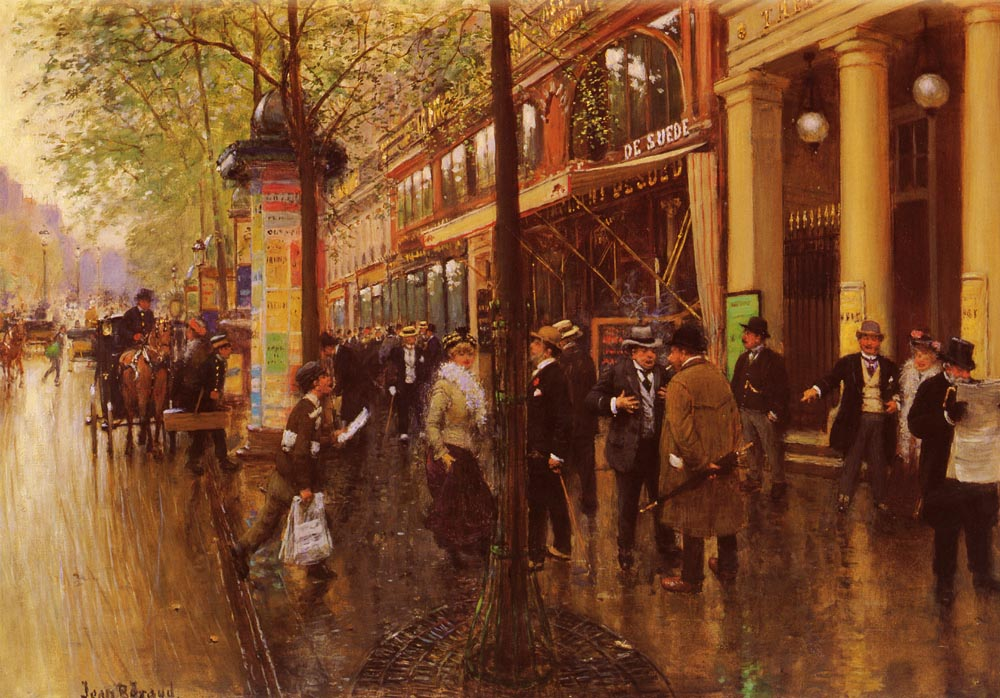
《그랑 불르바르 거리: 바리에테 극장》, 1875년에서 1890년대 사이
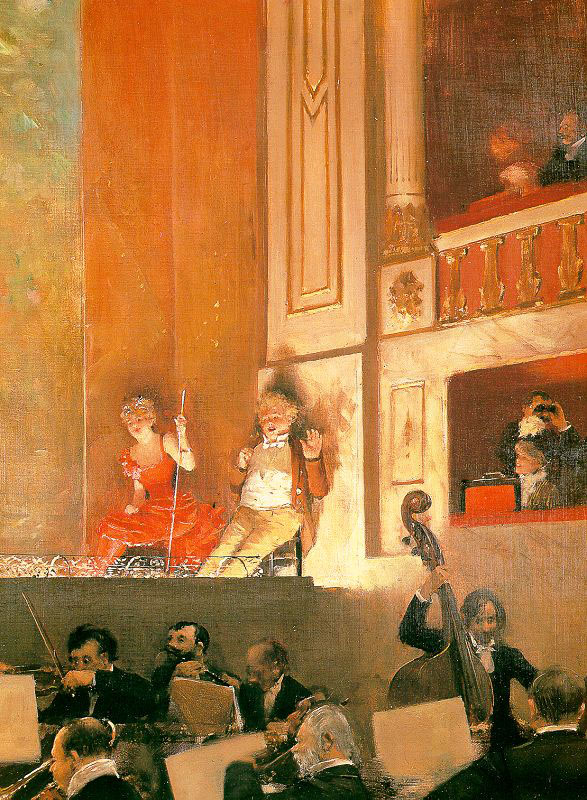
《버라이어티 극장의 공연》, 1888년, 파리 장식미술관
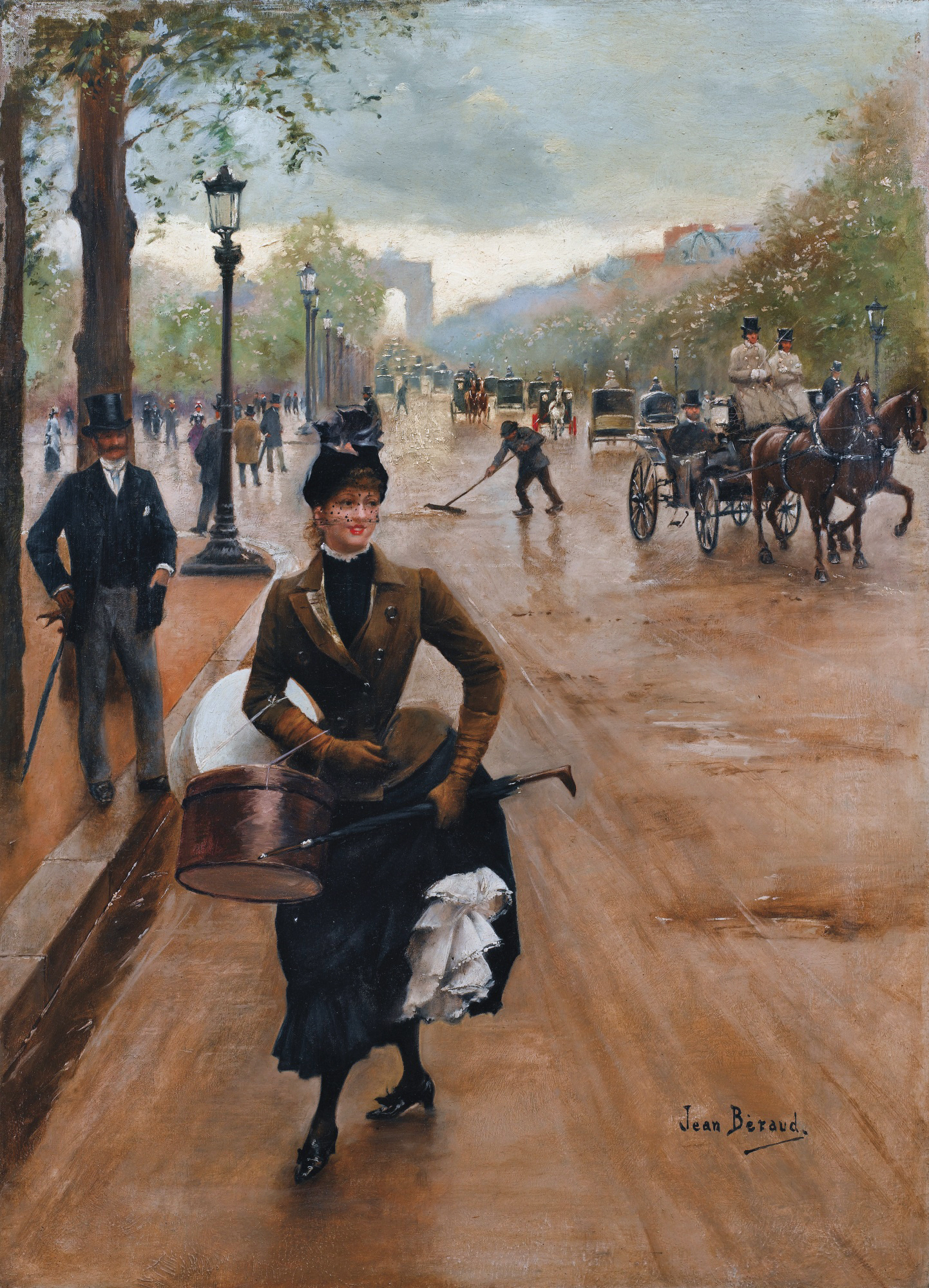
《샹젤리제 거리의 모자 장인》
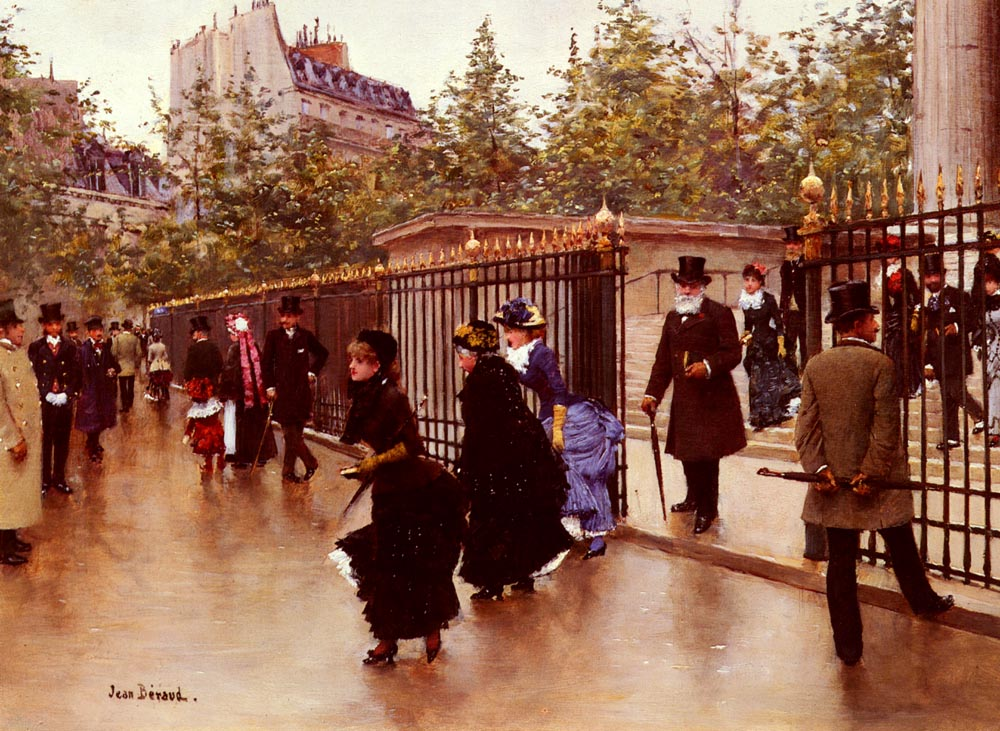
《파리, 마들렌 성당에서 나오는 사람들》
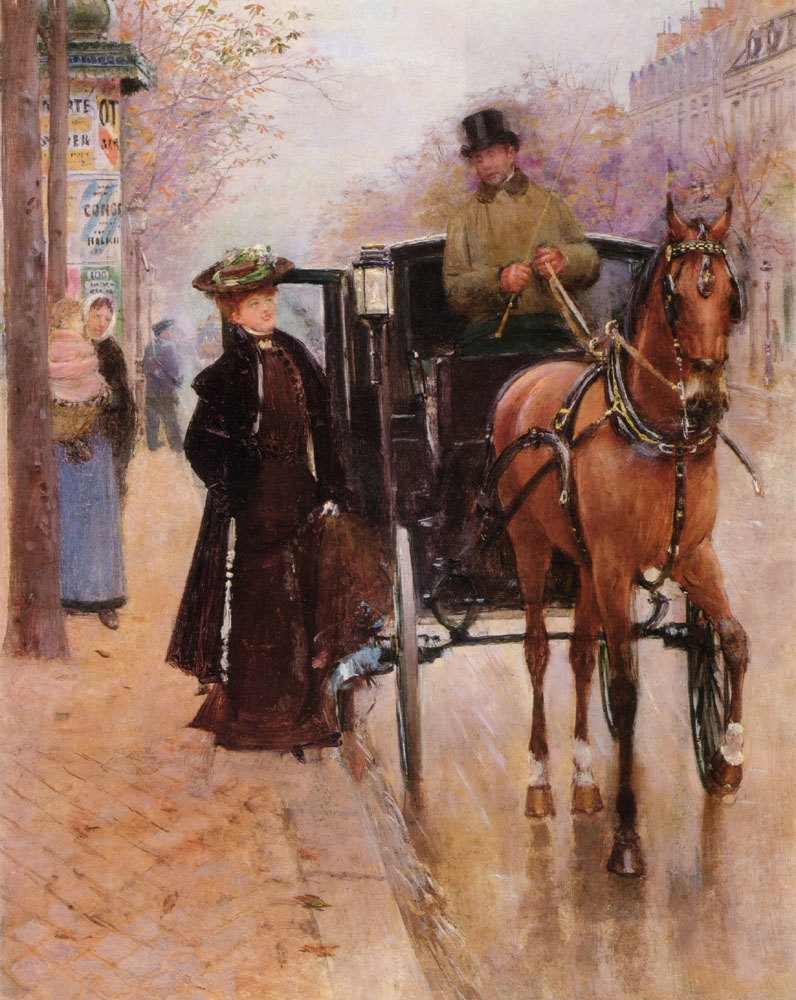
《집으로, 마부야!》
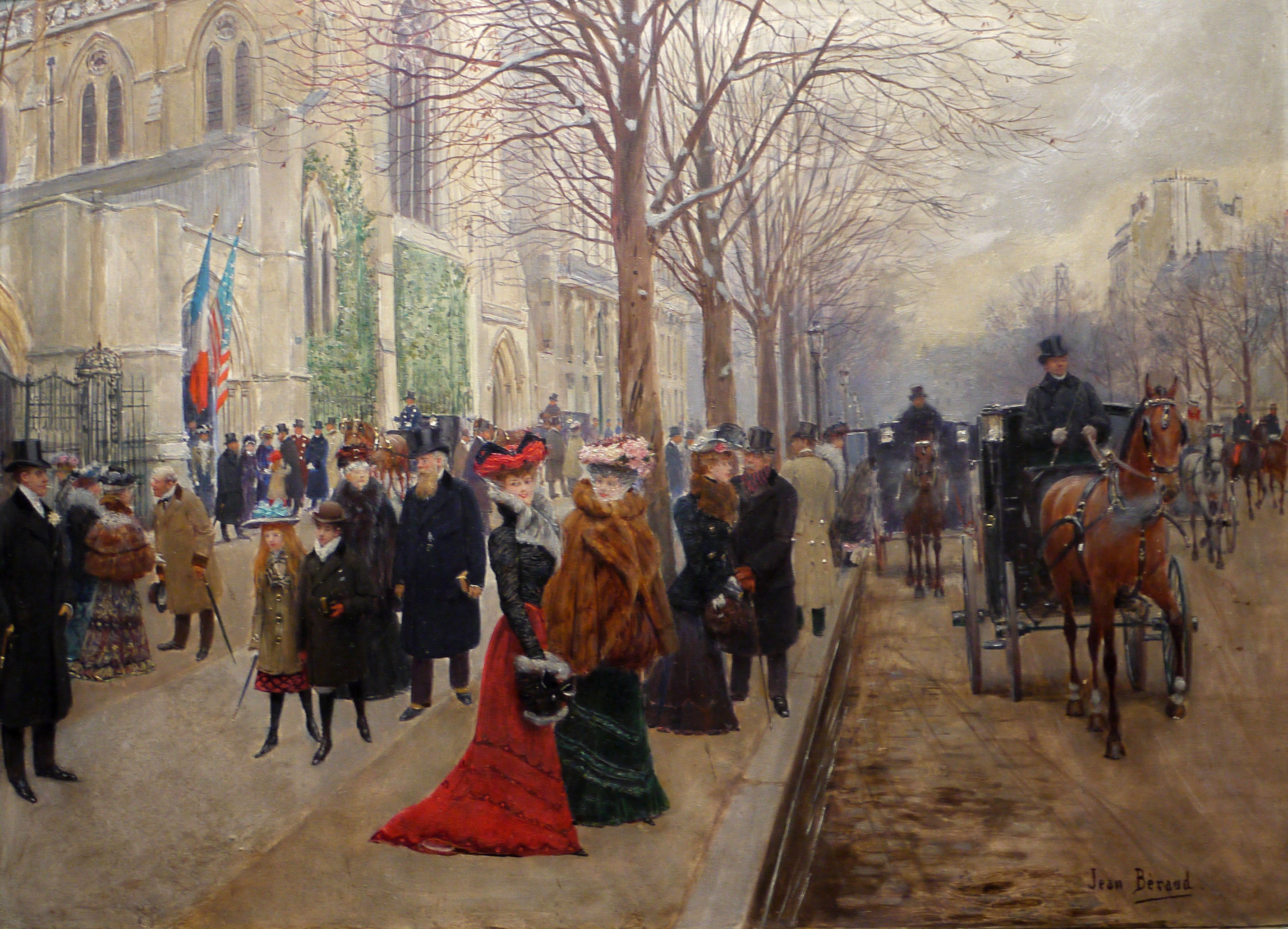
《생 트리니테 교회》, 1900년
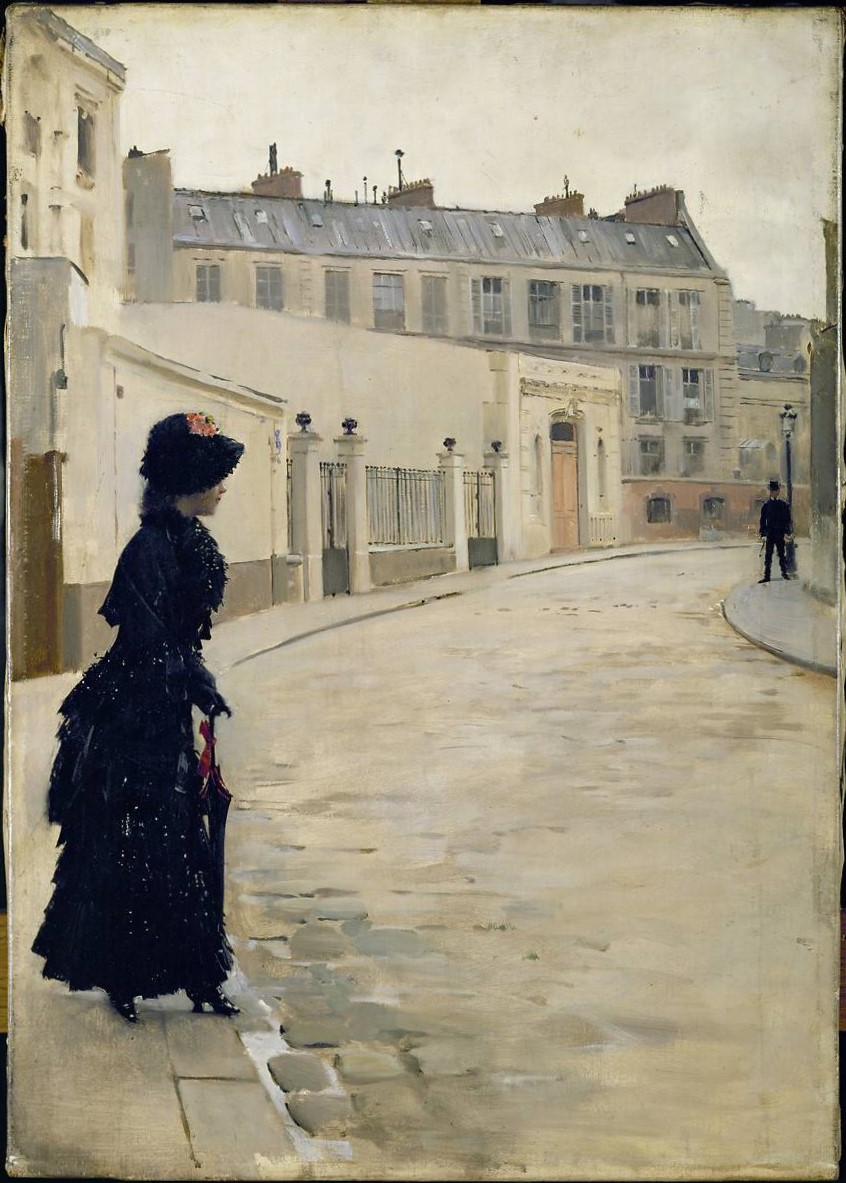
《기다림》, 1900년경, 오르세 미술관
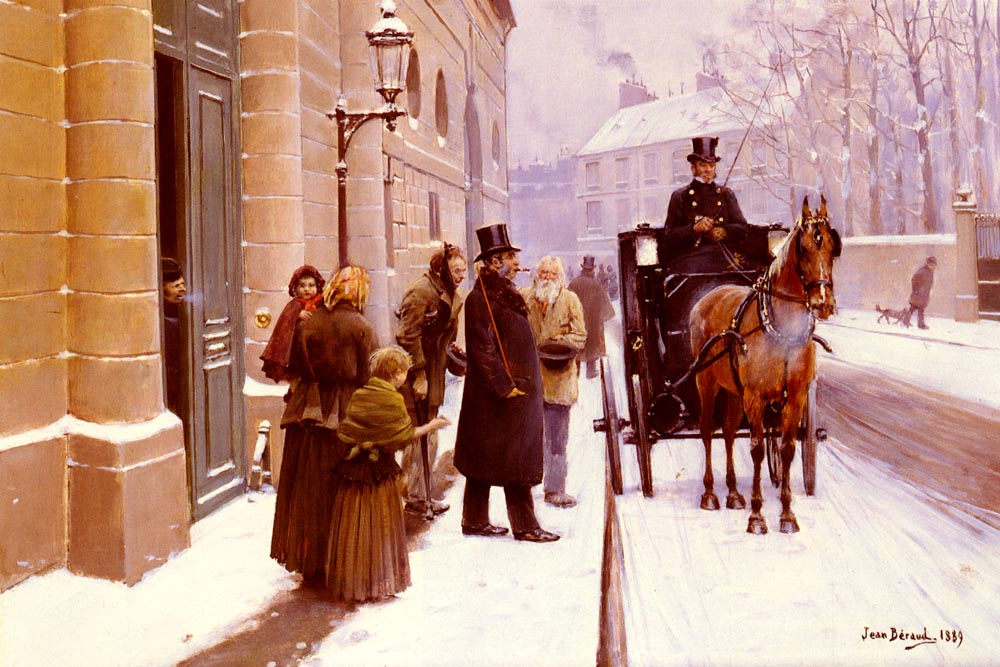
《부르주아의 외출》, 1889년
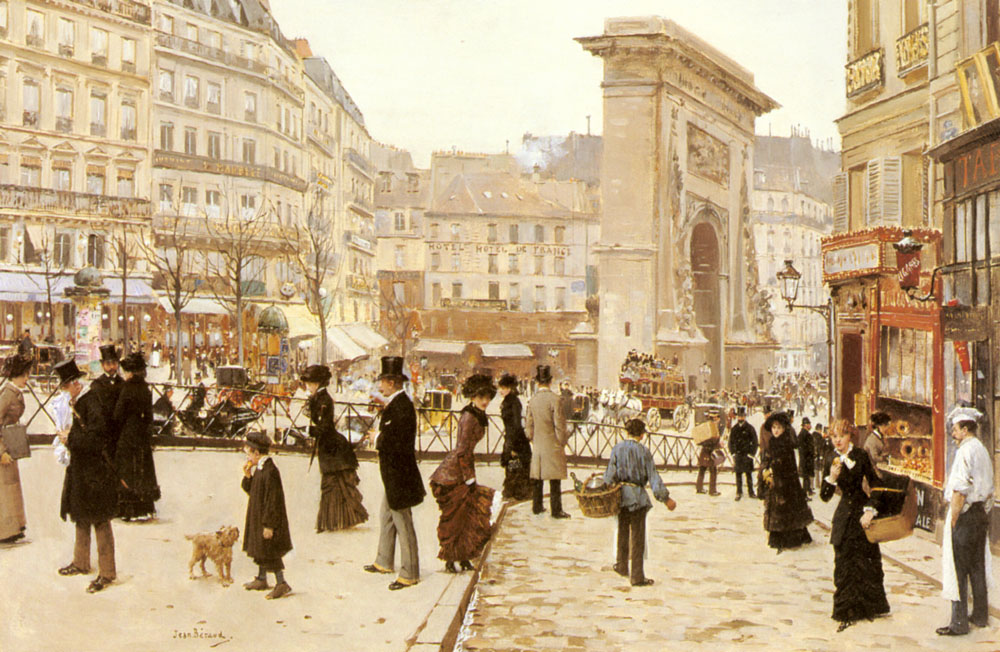
《생드니 대로》, 1899년
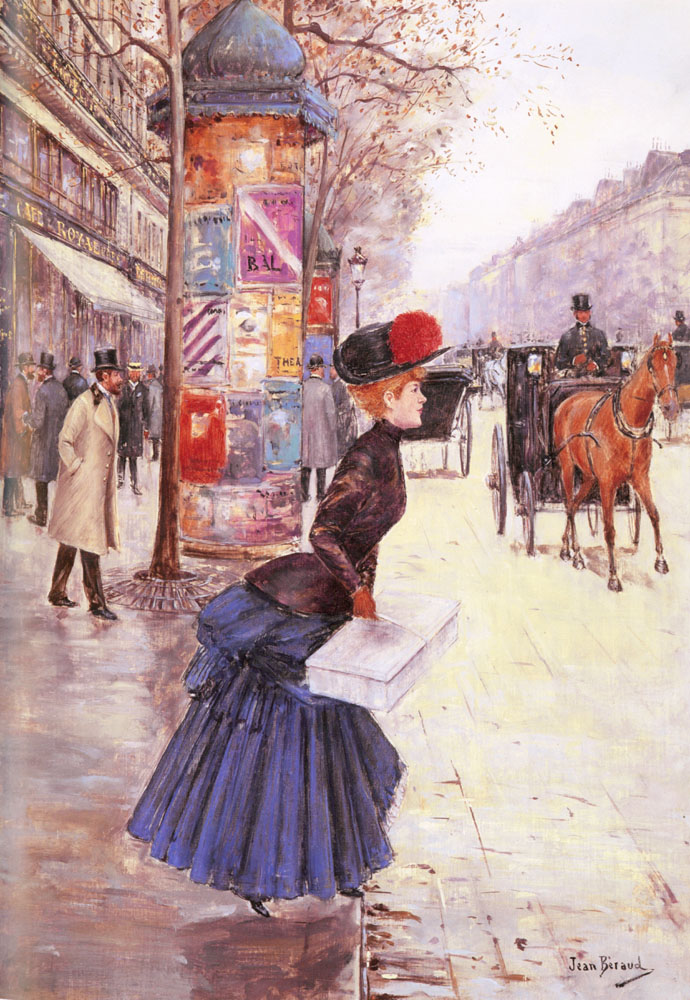
《대로를 건너는 젊은 여성》, 1897년
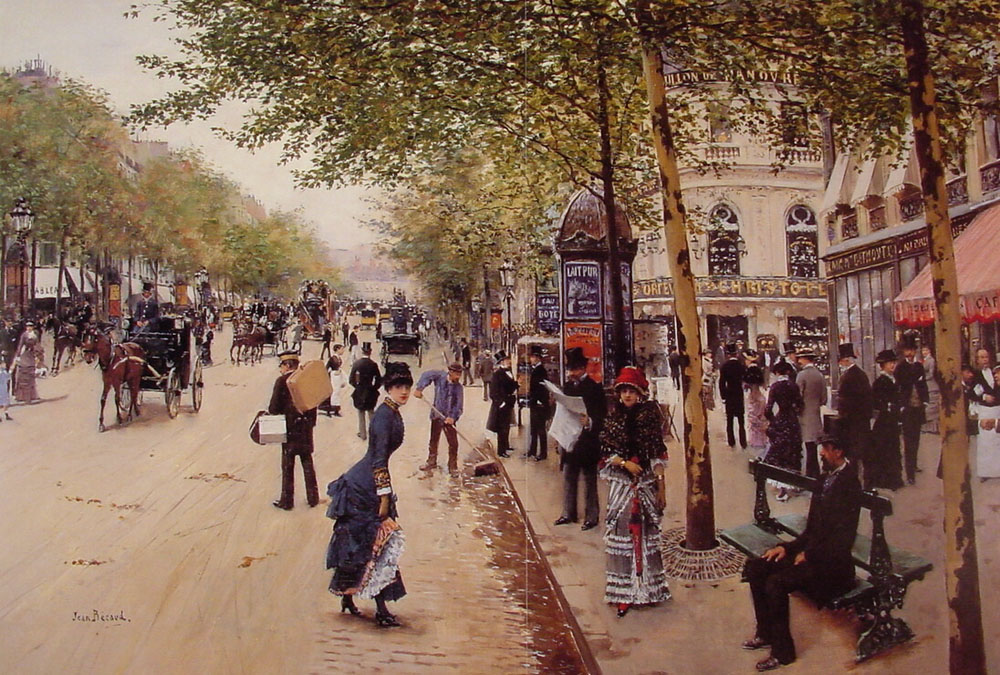
《카퓌신 대로》
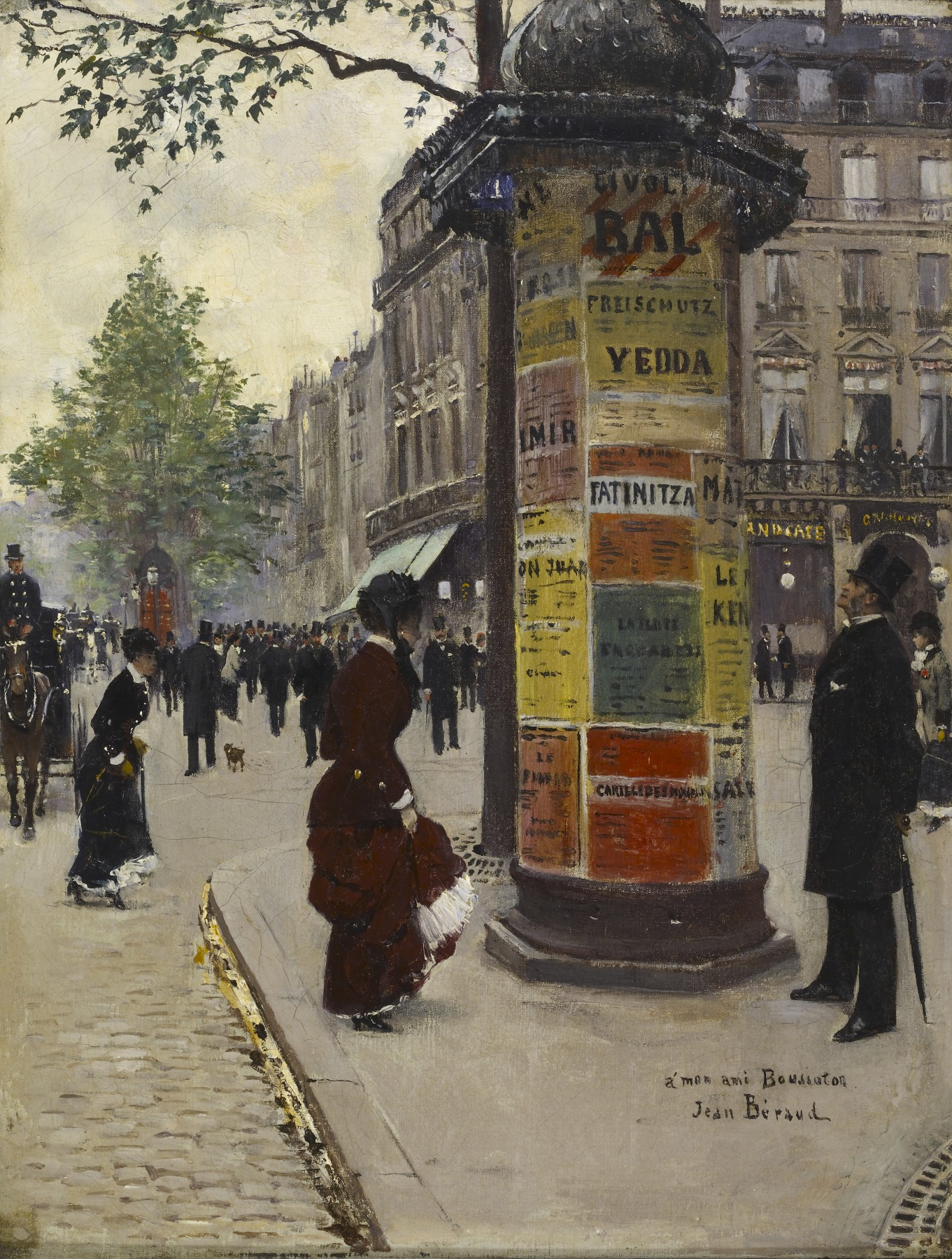
《파리의 키오스크》, 1880년~1884년, 월터스 미술관
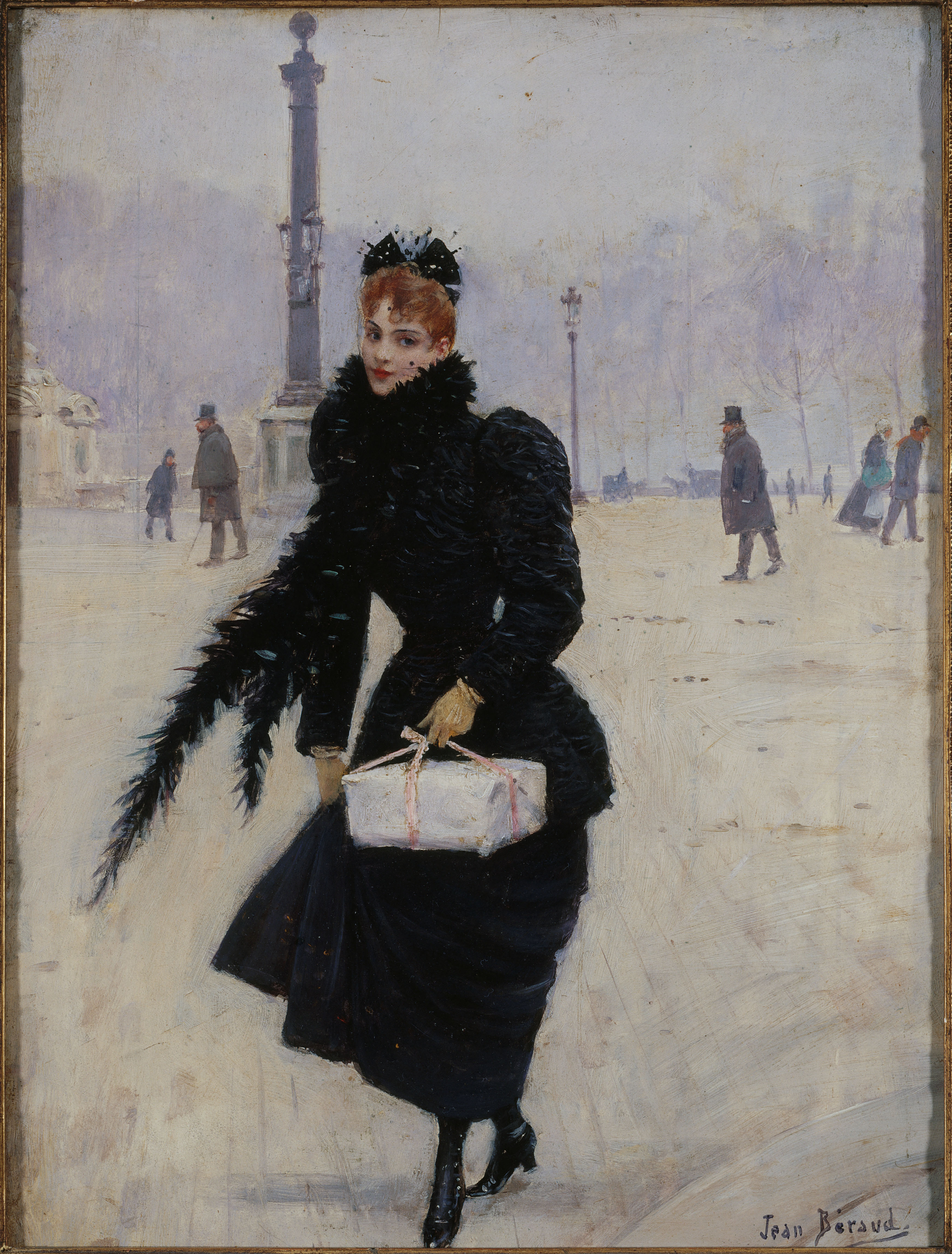
《콩코르드 광장의 파리지엔》, 1885년경, 카르나발레 박물관
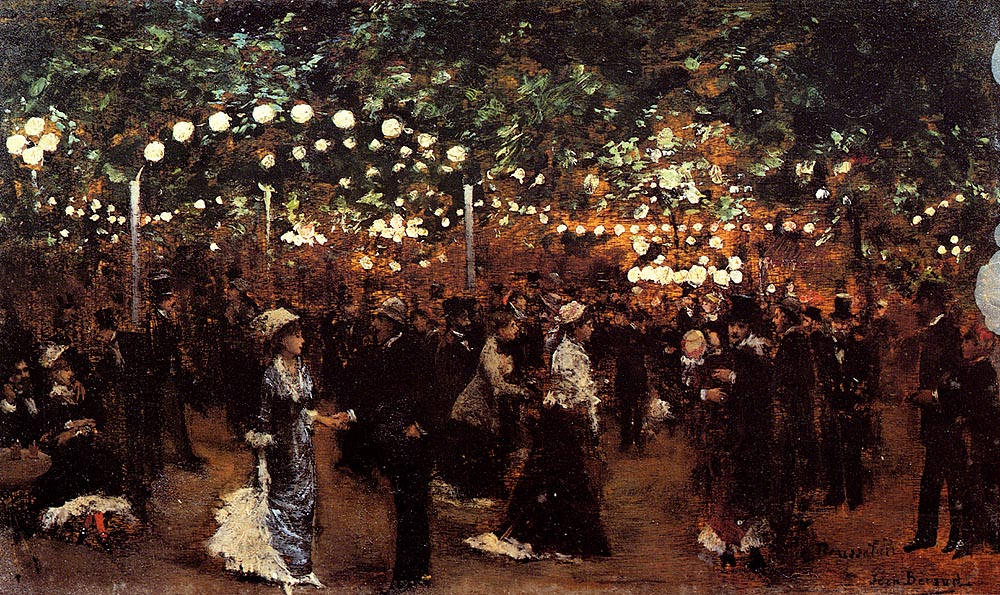
《마빌 무도회》
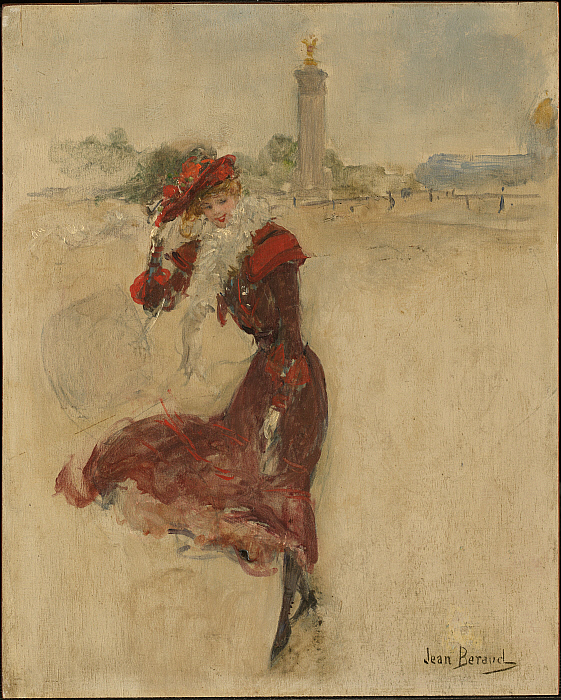
《빨간 드레스를 입은 파리지엔》, 약 1900년경, 패널에 유채, 클라크 미술관
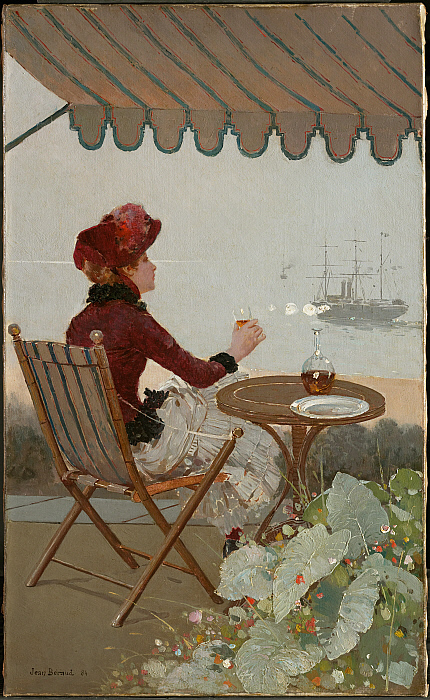
《바닷가의 카페》, 1884년, 캔버스에 유채, 클라크 미술관
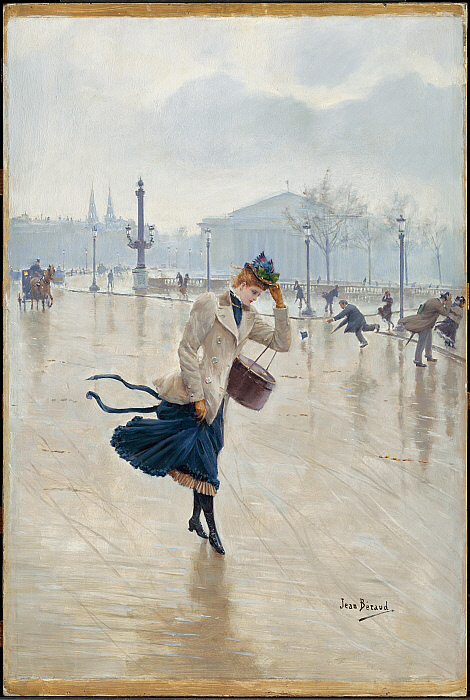
《바람 부는 날, 콩코르드 광장》, 1890년, 패널에 유채, 클라크 미술관
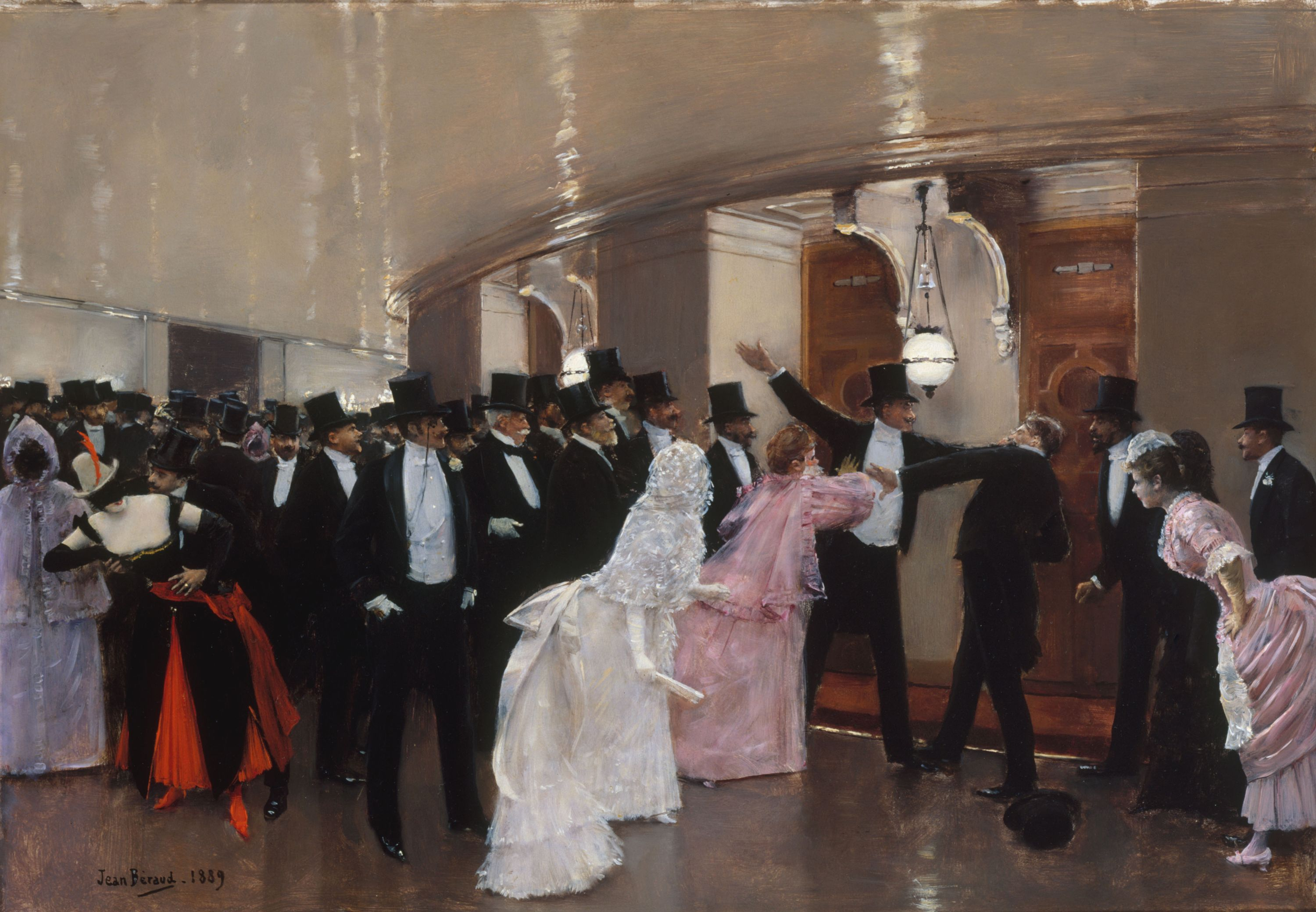
《오페라 복도에서의 논쟁》, 1889년, 카르나발레 박물관